# Szferoid

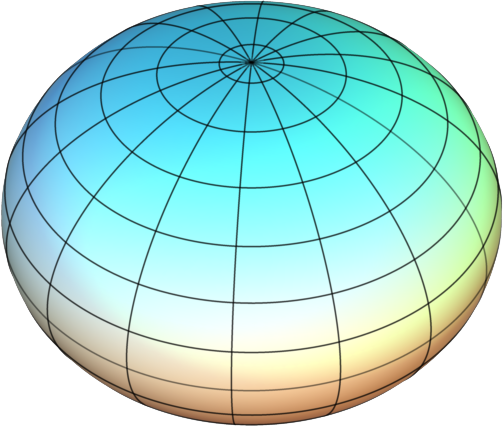
Lencseszferoid

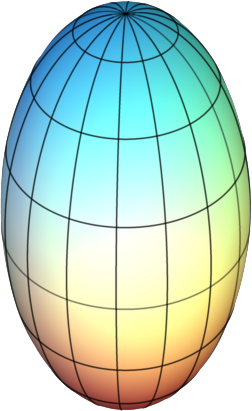
Orsószferoid

A szferoid vagy más néven forgási ellipszoid vagy kéttengelyű ellipszoid egy mértani test, amelyet akkor kapunk, ha egy ellipszist valamelyik tengelye mentén megpörgetünk. A szferoid speciális esete az ellipszoidnak, amikor az ellipszoid három tengelye közül kettő egyforma hosszúságú. 
Amennyiben az ellipszist a rövidebb tengelye körül pörgetjük meg, lapos ún. lencseszferoidot kapunk. Ha viszont a hosszabbik tengelye körül forgatjuk meg az ellipszist, hosszúkás, ún. orsószferoidot kapunk.
A gömb pedig a szferoid speciális esete, amikor a megpörgetett ellipszis kör, vagy másképpen az ellipszoid mindhárom tengelye egyforma hosszú.

## Matematikai alakja
Mivel az ellipszoid egyenletében szereplő három tengely közül kettő egyforma, a szferoid  egyenlete is leegyszerűsödik az alábbi formára:
{\displaystyle {\frac {X^{2}+Y^{2}}{a^{2}}}+{\frac {Z^{2}}{b^{2}}}=1.\,\!}
ahol X,Y és Z a térbeli koordináták, a és b pedig a megpörgetett ellipszis fél kis-, illetve fél nagytengelye attól függően, hogy az ellipszist a kis- vagy a nagytengelye mentén pörgettük meg.

## Térfogata
Jelölje a a fél-nagytengelyt, és b a fél-kistengelyt. 
Ekkor az orsószferoid térfogata
{\displaystyle V={\frac {4\pi }{3}}ab^{2},}
és a lencseszferoidé
{\displaystyle V={\frac {4\pi }{3}}a^{2}b.}

## Felszíne
Legyen ismét a a nagytengely, és b a kistengely. 
Ekkor az orsószferoid felszíne
{\displaystyle A=2\pi b\left(b+{\frac {a^{2}}{\sqrt {a^{2}-b^{2}}}}\,\operatorname {arcsin} \left({\frac {\sqrt {a^{2}-b^{2}}}{a}}\right)\right)},
és a lencseszferoidé
{\displaystyle A=2\pi a\left(a+{\frac {b^{2}}{\sqrt {a^{2}-b^{2}}}}\,\operatorname {arsh} \left({\frac {\sqrt {a^{2}-b^{2}}}{b}}\right)\right)}.

## Gyakorlati jelentősége
A forgási orsószferoid kézenfekvő példái a boroshordók - ha egy ilyen szferoidot végeinél  szimmetrikusan, a forgástengelyre merőlegesen csonkolunk, hordó alakot kapunk.
A szferoidnak a geometriai fontosságán túlmenően szerepe van a Föld, illetve más, gyorsan forgó égitestek alakjának (például Jupiter, Szaturnusz) meghatározásában.
Tekintve, hogy kis eltérések azért vannak a Föld tényleges alakja és bármely erre illeszkedő szferoid között, geodéziai feladat az adott területre vagy problématípusra kiszámolni a legjobban illeszkedő szferoidot. A Föld esetében a Föld matematikai alakját, a geoidot globálisan igen jól lehet közelíteni egy szferoiddal, az eltérés a legjobban illeszkedő szferoid és a geoid között nem haladja meg a 150 métert. (Az eltérést magát geoidundulációnak nevezzük.)
A térképészetben azonban nemcsak globálisan illeszkedő szferoidokat használnak, hanem a térképezendő területre még jobban illeszkedő, a globálistól eltérő paraméterekkel és térbeli elhelyezéssel bíró forgási ellipszoidokat.
Ennek megfelelően az egyes országok különféle szferoidokat használnak térképi/geodéziai alapnak. Magyarország a múlt századi háromszögelési hálózatai alapjául a Bessel-féle ellipszoidot, a második világháború utáni háromszögeléshez a Kraszovszkij-féle ellipszoidot alkalmazta. Az Egységes Országos Vetületi rendszer EOV létrehozásakor alapfelületként a Nemzetközi Geodéziai és Geofizikai Unió 1967. évi Geodéziai Vonatkozási Rendszerét (Geodetic Reference System), az IUGG GRS 1967 ellipszoidot választották alapnak. A GPS (Global Positioning System) a geocentrikus WGS 84 (WGS: World Geodetic System) ellipszoidot használja.

## A felszínformulák levezetése
Legyen {\displaystyle {x^{2} \over a^{2}}+{y^{2} \over b^{2}}-1=0} az a nagytengelyű és b kistengelyű ellipszoid egyenlete.

### Orsószferoid
Az első Guldin-szabállyal
{\displaystyle A=2\pi \int _{-a}^{a}f(x){\sqrt {1+\left[f'(x)\right]^{2}}}\mathrm {d} x}
Ez annak a forgástestnek a felszíne, ami az ellipszis x tengely körüli forgatásával keletkezik. Itt a generátorgörbe egyenlete {\displaystyle f(x)={\frac {b}{a}}{\sqrt {a^{2}-x^{2}}}}, ami az ellipszoid egyenletét y-ra megoldva adódik. 
Továbbá szükség van a jobb oldal x szerinti deriváltjára:
{\displaystyle \int {\sqrt {q-px^{2}}}\mathrm {d} x={\frac {x}{2}}{\sqrt {q-px^{2}}}+{\frac {q}{2{\sqrt {p}}}}\arcsin \left({\frac {\sqrt {p}}{\sqrt {q}}}x\right).}
Behelyettesítve
{\displaystyle A=2\pi \int _{-a}^{a}{\frac {b}{a}}{\sqrt {a^{2}-x^{2}}}{\sqrt {1+{\frac {b^{2}x^{2}}{a^{2}\left(a^{2}-x^{2}\right)}}}}\mathrm {d} x={\frac {4\pi b}{a^{2}}}\int _{0}^{a}{\sqrt {a^{4}-\left(a^{2}-b^{2}\right)x^{2}}}\mathrm {d} x.}
Itt kihasználtuk az x tengely körüli forgásszimmetriát.
Az integrál határainak figyelembevételével
{\displaystyle A={\frac {4\pi b}{a^{2}}}\left({\frac {a}{2}}{\sqrt {a^{4}-\left(a^{2}-b^{2}\right)a^{2}}}+{\frac {a^{4}}{2{\sqrt {a^{2}-b^{2}}}}}\arcsin \left({\frac {\sqrt {a^{2}-b^{2}}}{\sqrt {a^{4}}}}a\right)\right),}
Ennek egyszerűsítésével adódik a fenti képlet.

### Lencseszferoid
A számítások az előzőekhez hasonlók.
Most az ellipszist az y tengely körül forgatjuk meg. 
Ismét az első Guldin-szabályt használjuk:
{\displaystyle A=2\pi \int _{\min(f(x_{l}),f(x_{r}))}^{\max(f(x_{l}),f(x_{r}))}f^{-1}(y){\sqrt {1+\left[\left(f^{-1}(y)\right)'\right]^{2}}}\mathrm {d} y}
Az ellipszis egyenletét x-re megoldva
{\displaystyle f^{-1}(y)={\frac {a}{b}}{\sqrt {b^{2}-y^{2}}}}
és behelyettesítve az {\displaystyle f(0)=b} és {\displaystyle f(a)=0} értékeket kapjuk a következőt:
{\displaystyle A=4\pi \int _{0}^{b}{\frac {a}{b}}{\sqrt {b^{2}-y^{2}}}{\sqrt {1+{\frac {a^{2}y^{2}}{b^{2}\left(b^{2}-y^{2}\right)}}}}\mathrm {d} y={\frac {4\pi a}{b^{2}}}\int _{0}^{b}{\sqrt {b^{4}+\left(a^{2}-b^{2}\right)y^{2}}}\mathrm {d} y.}
ahol újra kihasználtuk az ellipszoid forgásszimmetriáját.
További helyettesítésekkel és átalakításokkal adódik 
{\displaystyle A={\frac {4\pi a}{b^{2}}}\left({\frac {b}{2}}{\sqrt {b^{4}+\left(a^{2}-b^{2}\right)b^{2}}}+{\frac {b^{4}}{2{\sqrt {a^{2}-b^{2}}}}}\operatorname {arsh} \left({\frac {\sqrt {a^{2}-b^{2}}}{\sqrt {b^{4}}}}b\right)\right).}
amit egyszerűsítve kapjuk a fenti képletet.

## Lásd még
- Ellipszoid
- Geodéziai dátum
- Geoid
- Geoidunduláció